# Amy Fisher
Amy Elizabeth Fisher, född 21 augusti 1974, är en amerikansk kvinna som blev känd som "Long Island Lolita" av media 1992, när hon 17 år gammal, sköt och skadade Mary Jo Buttafuoco allvarligt, hustrun till sin älskare, Joey Buttafuoco. Hon blev ursprungligen anklagad för mordförsök av första graden, men erkände sig sedan skyldig till väpnat övergrepp och avtjänade sju års fängelse. Hon blev frigiven 1999, och blev efter det författare och pornografisk skådespelerska. 

## Tidigt liv
Fisher föddes i Merrick, New York, på Long Island, till föräldrarna Elliot och Roseann Fisher. Hennes far var judisk medan hennes mammas familj sa att Fisher var "en blandning av många olika saker, inklusive engelska." Som 16-årig student vid Kennedy High School i Bellmore, New York, inledde Fisher en påstådd sexuell relation med den 35-åriga Joey Buttafuoco, efter att ha skadat bilen hennes föräldrar hade gett henne i 16-årspresent och lämnat in den på Buttafuocos verkstad, för att göra reparationerna utan att hennes familj visste om skadan.

## Brott och fängelse
Fisher blev så småningom kär i Joey Buttafuoco och blev allt mer avundsjuk på hans fru. Så småningom delade den då 17-åriga Fisher sin idé om att mörda hans fru med Buttafuoco. Enligt Fisher hjälpte Buttafuoco henne att planera skjutningen och berättade för henne om sin hustrus vanor och när hon vanligtvis var hemma. 
Med hjälp av Peter Guagenti erhöll Fisher en pistol på 0,25 kaliber och gick sedan ut för att stjäla en uppsättning registreringsskyltar från en bil i närheten. Den 19 maj 1992 hjälpte Guagenti Fisher att sätta registreringsskyltarna på sin Pontiac Firebird och körde henne sedan till Buttafuocos hem i Massapequa, New York. Fisher förklarade senare till polisen att hon hade förväntat sig att Guagenti skulle genomföra skjutningen, men han vägrade. När Mary Jo Buttafuoco öppnade dörren, poserade Fisher som sin egen (fiktiva) syster Ann Marie, och visade som bevis på affären upp en T-shirt som Joey hade gett henne med verkstadens logotyp på. Konfrontationen på verandan eskalerade, och när Mary Jo krävde att Fisher skulle gå därifrån och sedan vände sig för att gå in i huset och ringa Joey, sköt Fisher henne i ansiktet med en halvautomatisk pistol på 0,25 kaliber. När Mary Jo återfick medvetandet, identifierade hon Fisher som sin anfallare.

### Video med Paul Makely
I september 1992 sände tv-programmet Hard Copy en videobandad konversation mellan Fisher och Paul Makely, ägaren till ett gym i Massapequa. På bandet, inspelade timmar innan hon erkände i domstol, kunde Fisher ses prata om hennes framtid och säga att hon ville gifta sig med Makely så att han kunde besöka henne i fängelse. Fisher förklarade att hennes advokat trodde att människor behövde vara gifta för att få besök i fängelset, och även för att utmana lagen i denna fråga. Fisher kunde ses på bandet och säger: "Det kommer att behålla mitt namn i pressen. Jag vill ha mitt namn i pressen. Varför? Eftersom jag kan tjäna mycket pengar. Jag tänker att  om jag går igenom all denna smärta och lidande, får jag en Ferrari."

### Fängelse
Den 2 december 1992 dömdes Fisher till 5 till 15 års fängelse. Hon avtjänade sju år och beviljades prövning i maj 1999 efter att domaren i Nassau County Court, Ira Wexner förkortade hennes maximala straff till 10 år, vilket gjorde henne omedelbart berättigad till frigivning. Domaren agerade efter att ha konstaterat att hon inte hade representerats på lämpligt sätt av sin advokat vid tidpunkten för sin skyldiga grund 1992.
Joey Buttafuoco förnekade att ha haft en affär med Fisher. I oktober 1992 uppgav Nassau County District Attorney att Buttafuoco inte skulle åtalas. I februari 1993 öppnades emellertid målet mot honom på grund av anklagelser från Fisher om våldtäkt. Hon vittnade mot honom i domstolen och på grund av detta vittnesmål och hotellkvitton (daterat före Fishers 17-årsdag) med Buttafuocos underskrift på dem anklagades Buttafuoco för lagstadgad våldtäkt. Buttafuoco vädjade sig skyldig i oktober 1993. Han avtjänade fyra månader i fängelse.

## Livet efter fängelse
Efter att hon släppts från fängelset blev Fisher en krönikör för Long Island Press. Hennes biografi, If I Knew Then ..., skriven av Robbie Woliver, publicerades 2004 och blev New York Times bästsäljare. 2003 gifte sig Fisher med Louis Bellera. Paret fick tre barn innan de skilde sig 2015.

### Möten med paret Buttafuoco
2006 återförenades Fisher med Mary Jo Buttafuoco i möten som sändes för Entertainment Tonight och dess spinoff, The Insider. Fisher sa att hon ville läka och gå vidare med sitt liv. Två år senare sa hon dock att hon kände "ingen sympati för Mary Jo", utan att ge någon anledning. Fisher och Joey Buttafuoco återförenades så småningom för första gången vid Lingerie Bowl 2006 för myntkastningen. 
I maj 2007 träffades Fisher och Joey Buttafuoco under en middag i Port Jefferson, Long Island, i vilket TV-producenten David Krieff sade var ett försök att utveckla en dokusåpa. I juni och juli 2011 medverkade Fisher i den femte säsongen av dokusåpan Celebrity Rehab med Dr. Drew, som sändes på VH1.

## Sexvideo och porrkarriär

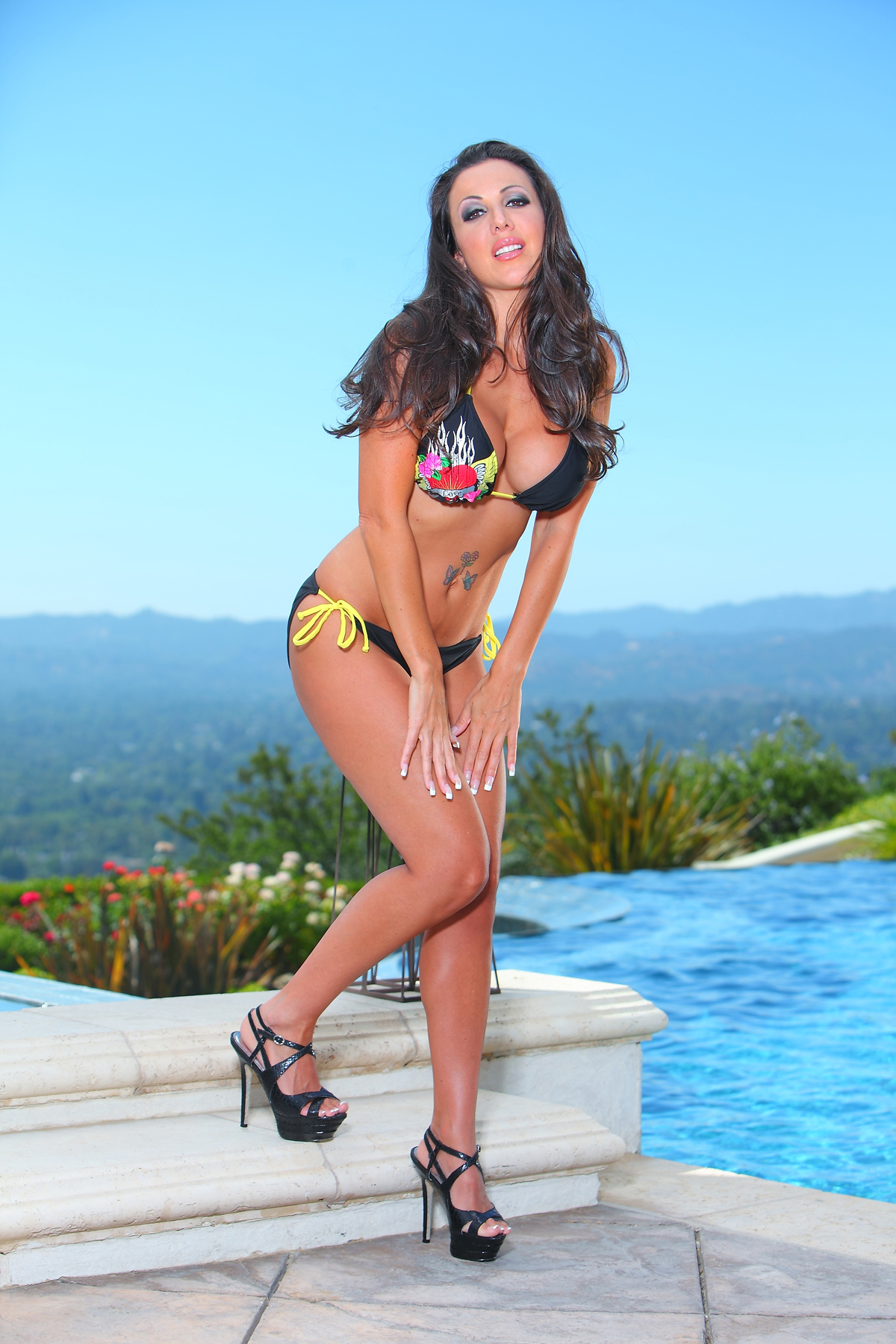
Fisher 2010

I oktober 2007 publicerade New York Post anklagelser om att Fishers make, Lou Bellera, hade sålt en sexvideo av paret till Red Light District Video i Los Angeles. Red Light District Video publicerade ett pressmeddelande, där de avsåg att släppa en sexvideo av paret. Den 31 oktober publicerades nakenbilder av Fisher från videon på olika webbplatser och den 1 november 2007 släpptes ett mindre klipp av Red Light District Video som visade en naken Fisher som duschar och solar. Det som signalerade Fisher var bland annat en tatuering kring hennes navel. Den 6 november 2007 stämde Fisher Red Light District och dess ägare David Joseph och hävdade brott mot upphovsrätt och andra skador. Men senast den 8 november 2007 hade amyfisher.com, en webbplats vars ägande Fisher tidigare kämpat för att vinna, omdirigerats direkt till webbplatsen för Red Light District. 
I början av januari 2008 tillkännagav Fisher att hon kommit överens med Red Light och gått med på att göra ett relaterad reklam. I samma meddelande indikerade att hon och Bellera hade återförenats. Promotionkvällen ägde rum på Retox i New York City den 4 januari 2008. Klipp av videon spelades på The Howard Stern Show. Den 6 mars 2008 var Fisher gäst i programmet och ett diskussionsämne var tänkt att vara hennes video. Men efter det första telefonsamtalet, som var från Mary Jo Buttafuocos dotter Jessica, lämnade Fisher showen sex minuter in i sin intervju.
Den 12 januari 2009 släppte Fisher en porrfilm på pay-per-view med titeln Amy Fisher: Totally Nude & Exposed. Fisher tecknade ett avtal med Lee Entertainment för att bli strippa på klubbar minst en gång i månaden. Fisher hävdade att hon planerade att strippa tills hennes fans sa till henne: "Vänligen ta på dina kläder. Du är för gammal." I september 2010 släppte DreamZone Entertainment porrfilmen Deep Inside Amy Fisher och kallade den den första av åtta sådana filmer som Fisher skulle producera och där hon skulle ha huvudrollen. Företaget hade annonserat filmen i juli 2010 under arbetstiteln The Making of Amy Fisher: Porn Star. I juni 2011 sa Fisher att hon inte längre gjorde porrfilmer.